# Virotia vieillardii
Virotia vieillardii är en tvåhjärtbladig växtart som först beskrevs av Brongn. & Gris, och fick sitt nu gällande namn av P.H.Weston & A.R.Mast. Virotia vieillardii ingår i släktet Virotia och familjen Proteaceae. Inga underarter finns listade i Catalogue of Life.